# Clase Columbia
La clase Columbia de la Armada de los Estados Unidos será una clase de 12 submarinos nucleares de misiles balísticos que reemplazará a la clase Ohio. El primer submarino, District of Columbia, será asignado en 2027. El primer submarino comenzó a construirse oficialmente el 1 de octubre de 2020, y está previsto que entre en servicio en 2031.
El 3 de junio de 2022, la Marina anunció que este primer barco se llamará USS District of Columbia (SSBN-826), porque actualmente existe un submarino de ataque llamado USS Columbia (SSN-771). La Marina no dijo si el nombre de la clase también se cambiará.

## Antecedentes
La clase Columbia reemplazará a la clase Ohio de UGM-133 Trident II, submarinos de misiles balísticos armados, cuyos barcos restantes serán dados de baja, uno por año, a partir de 2027. La clase Columbia asumirá el papel de presencia submarina en la fuerza nuclear estratégica de Estados Unidos.
Electric Boat diseñó la nueva clase con la ayuda de Newport News Shipbuilding. Se planea un total de 12 submarinos  y la construcción del barco líder comenzó en 2021. Cada submarino tendrá 16 tubos de misiles, cada uno con un misil Trident II D5LE (que se actualizará a D5LE2 a partir del noveno submarino después del año fiscal 2039)  Los submarinos tendrán 560 pies (170,7 m) de largo y 43 pies (13,1 m) de diámetro, tan largos como el diseño de la clase Ohio , y 1 pie (30 cm) más de diámetro.
En estudios para determinar cuántos submarinos se necesitarían para apoyar la fuerza nuclear estratégica de los Estados Unidos, la Marina de los EE. UU. analizó la cantidad de misiles necesarios para estar en el mar y en la estación en un momento dado, la cantidad de misiles que debe tener cada submarino armado y la probabilidad de que un submarino permanezca sin ser descubierto por el enemigo y sea capaz de lanzar sus misiles. También se tuvo en cuenta cómo el programa de mantenimiento de cada submarino afectará la disponibilidad de ese barco para ser desplegado en la misión. Los estudios de reducción de costos exploraron las posibilidades de diseño y construcción, incluida la adición de tubos de misiles al diseño del submarino de ataque clase Virginia, que construye Ohio-submarinos de reemplazo de clase utilizando diseños actualizados de clase de Ohio y desarrollando un diseño de submarino de reemplazo de Ohio completamente nuevo.
Submarino de reemplazo de Ohio
Usando la información de estos estudios, la Marina concluyó que un nuevo diseño sería la opción menos costosa que podría cumplir con todos los requisitos técnicos. Por ejemplo, las opciones de diseño tanto de la clase Virginia modificada como de la clase Ohio actualizada habrían requerido un costoso reabastecimiento de combustible a mitad de vida, mientras que cada núcleo nuclear de la clase Columbia durará tanto como el submarino esté en servicio.
Se prevé que el diseño y el desarrollo tecnológico de la clase Columbia cuesten 4200 millones de dólares (dólares fiscales de 2010), aunque la tecnología y los componentes de las clases de Ohio y Virginia se incluirán donde sea posible para ahorrar dinero. El costo de construir el Distrito de Columbia , el barco líder de la clase, se estima en 6.2 mil millones de $ (dólares fiscales de 2010). La Marina tiene el objetivo de reducir el costo promedio de los 11 cascos planeados restantes en la clase a 4.9 mil millones de $ cada uno (dólares fiscales de 2010). El costo total del ciclo de vida de toda la clase se estima en 347 mil millones de $. Se espera que el alto costo de los submarinos afecte profundamente la construcción naval de la Marina.
En abril de 2014, la Marina completó un informe de especificaciones de 300 páginas para los submarinos del Programa de Reemplazo de Ohio. Hay 159 especificaciones que incluyen armas, rutas de escape, sistemas de fluidos, escotillas, puertas, sistemas de agua de mar y una longitud establecida de 560 pies (170 m), en parte para permitir un volumen suficiente dentro del casco presurizado.
En marzo de 2016, la Marina de los EE. UU. eligió a General Dynamics Electric Boat como el contratista principal y principal astillero de diseño. Electric Boat, que construyó los 18 submarinos de la clase Ohio, hará la mayor parte del trabajo en los 12 Columbia, incluido el ensamblaje final. Newport News Shipbuilding de Huntington Ingalls Industries actuará como el principal subcontratista, participará en el diseño y la construcción y realizará del 22 al 23 por ciento del trabajo.
A finales de 2016, unos 3000 empleados de Electric Boat participaron en la fase de diseño detallado del programa y la adquisición del primer submarino estaba prevista para 2021. La finalización del primer submarino estaba prevista para 2030, seguida de su entrada en servicio en 2031. Se espera que los 12 submarinos estén terminados para 2042 y permanezcan en servicio hasta 2085.
El 28 de julio de 2016, se informó que el primer submarino de la clase se llamará Columbia, para conmemorar el Distrito de Columbia, la capital de los Estados Unidos. La clase Columbia fue designada oficialmente el 14 de diciembre de 2016 por el Secretario de Marina Ray Mabus, y el submarino líder será el USS  Columbia (SSBN-826). La Marina quiere adquirir el primer barco de clase Columbia en el año fiscal 2021.
El 28 de octubre de 2020, el secretario de la Marina de los EE. UU., Kenneth J. Braithwaite , anunció que el segundo submarino se llamaría USS Wisconsin (SSBN-827), en honor al estado de los EE. UU.
El 7 de junio de 2021, la oficina de presupuesto de la Marina de los EE. UU. anunció que el costo total para el Distrito de Columbia alcanzaría los 15,030 millones de $, lo que incluye los costes de planificación de todo el programa. A partir de abril de 2023, el coste de construcción estimado del programa de doce barcos es de 132 mil millones de $. Asegurar la cadena de suministro y mantener una fuerza laboral calificada son dos desafíos importantes para el programa.

## Características generales

### Resumen
Los submarinos de la clase Columbia reemplazarán a los submarinos de la clase Ohio. Fue ordenada a General Dynamics Electric Boat. La construcción de las secciones se lleva a cabo en la planta de Quonset Point, Rhode Island; y el ensamblaje será en el astillero de Groton, Connecticut.
La clase Columbia será el submarino más grande construido por Estados Unidos, con 20 000 t de desplazamiento. El 4 de junio de 2022 fue colocada la quilla del District of Columbia (SSBN-826).

### Desarrollo

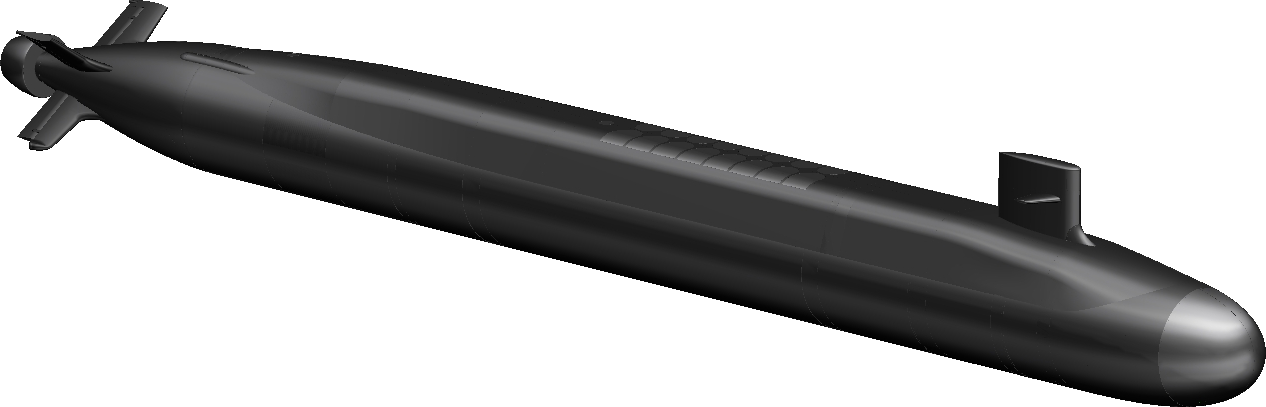
Concepto de artista gráfico, 2012

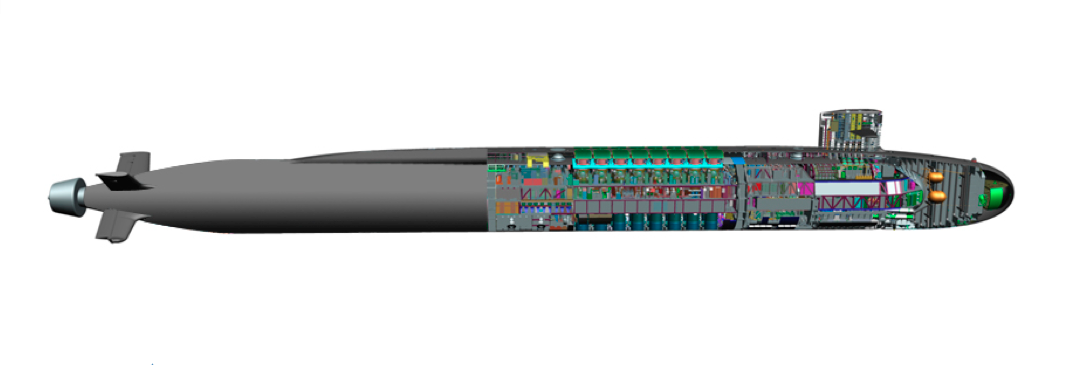
Imagen recortada

Aunque sigue evolucionando, las siguientes son algunas de las características del diseño SSBN(X):
- Vida útil prevista de 42 años, incluidas 124 patrullas disuasorias.[33]
- Núcleo de combustible nuclear que alimentará al submarino durante toda su vida útil esperada, a diferencia de los submarinos de la clase Ohio, que requieren un reabastecimiento de combustible nuclear a mitad de vida.[18]
- Tubos de lanzamiento de misiles del mismo tamaño que los de la clase Ohio, con un diámetro de 87 pulgadas (2200 mm) y una altura suficiente para acomodar un misil D-5 Trident II.
- Haz al menos tan grande como el haz de 42 pies (13 m) de los submarinos de clase Ohio
- 16 tubos de lanzamiento de misiles en lugar de 24 tubos de lanzamiento de misiles en submarinos de clase Ohio.[15][34][35][36]
- Aunque el SSBN(X) tendrá menos tubos de lanzamiento que el submarino de la clase Ohio , se espera que el SSBN(X) tenga un desplazamiento sumergido casi igual al de los submarinos de la clase Ohio.

La Marina de los EE. UU. también ha dicho que "debido a las demandas únicas de relevancia estratégica, los SSBN (X) deben estar equipados con las capacidades y el sigilo más actualizados para garantizar que sobrevivan a lo largo de su vida útil completa de 40 años".
En noviembre de 2012, el Instituto Naval de EE. UU., citando al Comando de Sistemas Marítimos Navales , reveló información de diseño adicional:
- Superficies de control de popa en forma de X (hidroaviones)
- Aviones de buceo a vela
- Accionamiento eléctrico
- Equipo listo para usar desarrollado para diseños de submarinos anteriores (SSN de clase Virginia), incluido un propulsor de chorro de bomba, revestimiento anecoico y un sistema de sonda de arco de gran apertura (LAB).
- El submarino de clase Columbia también puede estar equipado con un Sistema Táctico Federado de Guerra Submarina (SWFTS), un grupo de sistemas que integran sonar, imágenes ópticas, control de armas, etc.[37][38][39]

### Propulsión
En un intento por reducir el costo del ciclo de vida y la firma acústica, la clase Columbia funcionará con propulsión eléctrica, es decir, utilizará un motor eléctrico para hacer girar sus hélices en lugar de los sistemas de transmisión mecánica y engranajes de reducción utilizados. en submarinos de propulsión nuclear anteriores. Conservará el reactor nuclear y las turbinas de vapor típicas de los submarinos de la Marina de los EE. UU. En tales sistemas, el reactor nuclear calienta el agua hasta convertirla en vapor, las turbinas convierten el calor del vapor en energía mecánica y los generadores convierten esa energía mecánica en energía eléctrica para que la utilicen los motores de propulsión y otros sistemas a bordo.
Los propulsores turboeléctricos se utilizaron con éxito en acorazados y portaaviones estadounidenses en la primera mitad del siglo XX,, y en el pequeño submarino de propulsión nuclear USS Tullibee a fines de la década de 1950. Otro submarino de propulsión nuclear más grande, el USS Glenard P. Lipscomb, estaba equipado con un propulsor turboeléctrico, pero demostró tener poca potencia, ser poco confiable y requerir mucho mantenimiento.. A partir de 2013, los únicos submarinos turboeléctricos operativos eran los submarinos clase Triomphant de la Marina francesa.
En 2014, Northrop Grumman fue elegido diseñador y fabricante principal de las unidades de generador de turbina de Columbia.
En 2014, Leonardo DRS fue seleccionado como el principal proveedor de motores de propulsión y motores de propulsión. El motor principal del barco se entregó a Electric Boat en agosto de 2022.
Se han desarrollado y se están desarrollando varios tipos de motores eléctricos para embarcaciones militares y no militares. Los tipos que se están considerando para futuros submarinos estadounidenses incluyen motores de imán permanente (PMM) desarrollados por General Dynamics y Newport News Shipbuilding, y motores síncronos superconductores de alta temperatura, desarrollados por American Superconductors y General Atomics. Datos más recientes muestran que la Marina de los EE. UU. parece estar enfocándose en motores de propulsión eléctrica de espacio radial y de imán permanente. El diseño del destructor de clase Zumwalt cambió de PMM a un motor de inducción avanzado. En 2013, se probaron motores de imanes permanentes en el vehículo a gran escala II para su posible aplicación en submarinos de clase Virginia de producción tardía, así como en futuros submarinos. Los PMM de Siemens AG se utilizan en submarinos Tipo 212 en servicio con las armadas alemana e italiana.
El submarino de clase Dreadnought de la Royal Navy, que reemplazará a la clase Vanguard de submarinos de misiles balísticos, puede tener un propulsor sin eje submarino (SSD) con un motor eléctrico montado fuera del casco de presión. El SSD fue evaluado por la Marina de los EE. UU., pero aún se desconoce si la clase Columbia lo tendrá. En los submarinos nucleares contemporáneos, las turbinas de vapor están conectadas a engranajes reductores y un eje que hace girar la hélice/propulsor de chorro de bomba. Con SSD, el vapor impulsaría turbogeneradores eléctricos, impulsados por turbinas de vapor, que estarían conectados a una unión eléctrica no penetrante en el extremo de popa del casco de presión, con un motor eléctrico hermético montado externamente, posiblemente una disposición de motor propulsor integrado, que alimenta el propulsor de chorro de bomba, [59] aunque también existen conceptos SSD sin propulsores de chorro de bomba. En 2015, un modelo a escala de Ohio- Replacement en la Exposición Sea-Air-Space de 2015 de la Navy League sugirió que el submarino tendría un propulsor de chorro de bomba visualmente similar al que se usó en la clase Virginia quizás como parte del deseo declarado de la Armada de reutilizar los componentes de Virginia para reducir el riesgo y el costo de la construcción.

### Compartimiento común de misiles
En diciembre de 2008, se seleccionó a General Dynamics Electric Boat Corporation para diseñar el compartimento común de misiles que se utilizará en el sucesor de la clase Ohio. En 2012, la Marina de los EE. UU. anunció planes para que su SSBN(X) compartiera un diseño de compartimiento de misiles común (CMC) con el submarino de misiles balísticos de clase Dreadnought de la Marina Real Británica. El CMC albergará SLBM en "paquetes cuádruples".

## Unidades
| Nombre                   | Número   | Puesta de quilla   | Botado | Asignado | Estado          |
| ------------------------ | -------- | ------------------ | ------ | -------- | --------------- |
| USS District of Columbia | SSBN-826 | 4 de junio de 2022 | -      | -        | En construcción |
| USS Wisconsin            | SSBN-827 | -                  | -      | -        | Ordenado        |